# Сулејовек
Сулејовек - град и средиште општине, налази се у Мазовском војводству

## Положај
Сулејовек је град који спада у приградска насеља Варшаве. У граду се налази железничка станица на магистралној прузи Москва-Берлин. Град је средиште лаке индустрије. Кроз град пролази окружни пут бр. 637.

## Историја
Град је настао у 15. веку. Године 1910, направљена је железничка станица за војне потребе. Првог априла 1939. године Сулејовек добија статус независне општине, а 18. јула 1962. године статус града. Године 2000, грађани су изабрали нов печат, грб и заставу.

## Демографија
| 2012.  |
| ------ |
| 19.328 |